# The Great Mouse Detective
The Great Mouse Detective (As Peripécias do Ratinho Detetiveno Brasil, e Rato Basílio, o Grande Mestre dos Detectivesem Portugal) é um filme de animação estadunidense produzido pela Walt Disney Pictures em 1986 e baseado em Basil of Baker Street de Eve Titus.
O longa é o vigésimo-sexto filme de animação dos estúdios Disney e foi lançado nos cinemas estadunidenses em 2 de Julho de 1986, sendo dirigido por Burny Mattinson, David Michener, e a dupla John Musker e Ron Clements, que mais tarde dirigiu A Pequena Sereia e Aladdin.

## Sinopse
O filme conta a história do ratinho detetive Basil e suas investigações na cidade de Londres por volta do ano de 1897. O filme começa com Flaversham, um fabricante de brinquedos, sendo raptado por um morcego. Olívia, a filha de Flaversham, com a ajuda do Dr. Dawson, decide contratar o  detetive  Basil para encontrar seu pai. Quando tenta contar a Basil sobre o ocorrido mas ele não lhe dá ouvidos até que ela diz que ele foi raptado por um morcego que havia pernas de pau. Então ele os conta que esse morcego trabalha pro Professor Ratagão, um gênio que todas as vezes que ele tentou prendê-lo ele escapou. Após a visita, Basil descobre rastros de Morcegão (ajudante de Ratagão) e segue suas pegadas até uma loja de brinquedos mas Olívia se descuida e é raptada pelo morcego. É descoberta uma lista para roubar e uma delas incluía a menina, então voltam para o laboratório e descobrem a localização mais aproximada do esconderijo de Ratagão. Então vão para um bar onde acontece um tumulto e entre a confusão, Morcegão vai para o esgoto. Basil e Dawson o seguem até o esgoto e são surpreendidos por Ratagão que havia tramado tudo. Então, com todos presos em ratoeiras e coisas do tipo, acabam se soltando e vão para o castelo da rainha. Ratagão tinha um plano que envolvia sequestrar a rainha e botar uma sózia robô em seu lugar para nomeá-lo rei da Inglaterra. Mas Basil acaba assumindo o controle do robô e acaba insultando Ratagão através dele. Depois, segue-se uma grande confusão e no meio dela, Ratagão pega Olívia e a leva em seu dirigível aéreo pilotado por Morcegão que é jogado do dirigível e morre. Basil, Dawson e Flaversham acabam improvisando um balão aéreo e vão atrás de Ratagão mas acabam se chocando com o Big Ben onde nele caem Basil, Ratagão e Olívia que consegue se soltar e escapa de volta para o balão mas quando Basil tenta pular de volta, Ratagão o agarra e os dois caem nos ponteiros. Ratagão arranha Basil inúmeras vezes e o empurra do ponteiro mas Basil não caiu e sim se segurou em uma das cordas. Nesse momento, o relógio badalou dez vezes mas o grande som foi suficiente para Ratagão se desequilibrar e os dois acabam caindo, e Ratagão morre. Basil acaba pegando um dispositivo com engrenagens e um hélice e acaba voando de volta para o balão. Tendo resolvido o caso Basil faz uma proposta para Dawson e eles tornam-se grandes amigos, resolvendo mistérios ao longo dos anos.

## Música
1. "The World's Greatest Criminal Mind" escrita por Larry Grossman e Ellen Fitzhugh, cantada por Vincent Price
2. "Let Me Be Good To You" cantada e escrita por Melissa Manchester
3. "Goodbye So Soon" escrita por Larry Grossman e Ellen Fitzhugh, cantada por Vincent Price

## Prêmios e indicações
Edgar Allan Poe Awards (1986)
- Indicado na categoria de melhor filme.